# Joe Thomas (cestista)
Joseph Randle Thomas, detto Joe (Canton, 9 marzo 1948), è un ex cestista statunitense, professionista nella NBA.

## Carriera
Venne selezionato dai Phoenix Suns al sesto giro del Draft NBA 1970 (95ª scelta assoluta).

## Palmarès
- Campione NIT (1970)